# Basispunkt (CAD)
Basispunkt ist ein spezieller Referenzpunkt im computerunterstützten Zeichnen (CAD).
Basis- oder Einfügepunkte kommen häufig bei der Makroprogrammierung zur Anwendung. Mehrfach verwendete Elemente oder -Details werden dabei im Makro nur einmal definiert und wiederholt nach der Festsetzung oder Verschiebung des Basispunktes als Makro ausgeführt.
Die Anwendung ist vielfältig; von der Verwendung als Einfügepunkt von Texten bis zum Nullpunkt einer beliebigen komplexen Figur. Meist wird der Basispunkt mit dem Ursprung (Koordinaten 0,0,0) gesetzt, um ein einfacheres Maßsystem beim Einfügen oder Plotten von Details, ohne die sonst erforderliche Maßumrechnung bei einer Verschiebung, zu ermöglichen.